# Галицкий, Виктор Михайлович
Виктор Михайлович Галицкий (1924—1981) — советский учёный, физик-теоретик; доктор физико-математических наук (1962), профессор, член-корреспондент Академии наук СССР (1976).

## Биография
Родился 8 сентября 1924 года в Москве в семье учёного-географа Михаила Иосифовича Галицкого (1896—1970).
По окончании школы, Виктор Галицкий ушёл на фронт Великой Отечественной войны, был участником боёв на Курской дуге в должности командира артиллерийского взвода. В результате тяжёлого ранения был в 1943 году демобилизован и поступил в Московский авиационный институт. В 1946 году перешёл на инженерно-физический факультет Московского механического института (с 1953 года — Московский инженерно-физический институт), который окончил в 1949 году.
После окончания института, с 1949 года, Галицкий работал в Лаборатории № 2 Академии наук СССР (с 1956 года — Институт атомной энергии, с 1960 года — Институт им. И. В. Курчатова). Одновременно с 1948 года работая в МИФИ, в 1960 году перешёл туда на постоянную работу. В 1962-65 годах по приглашению Г.И. Будкера работал во вновь созданном Институте ядерной физики в Новосибирске. в 1965—1971 годах был профессором, заведующим кафедры теоретической ядерной физики МИФИ. С 1971 года и до конца жизни — он снова работал в Институте им. И. В. Курчатова, будучи с 1974 года директором Отделения общей и ядерной физики.
Кроме профессиональной деятельности, В. М. Галицкий занимался популяризацией науки, более 10 лет был заместителем главного редактора журнала «Природа».
Жил в Москве в 3-м Щукинском проезде, 3 (ныне — улица Маршала Василевского, 1, корп. 2), и на улице Маршала Бирюзова, 38. Умер 7 января 1981 года в Москве.
Похоронен на Новом Донском кладбище, участок 2.
Внук и полный тёзка В. М. Галицкого — известный физик-теоретик Виктор Галицкий, профессор Мэрилендского университета в США.

## Награды
- Награждён орденами Отечественной войны 2-й степени и «Знак Почёта», а также медалями.[2]